# Zwevezele
Zwevezele is een plaats in de Belgische provincie West-Vlaanderen. Het was een zelfstandige gemeente tot aan de gemeentelijke herindeling van 1977 en is sinds 1 januari 1977 een deelgemeente van Wingene. Zwevezele telt ruim 5.000 inwoners. Tussen Zwevezele en Wingene ligt het gehucht Hille, met zijn Sint-Jozefsparochie. Het gehucht is ondertussen vergroeid met Zwevezele.

## Etymologie
De naam Zwevezele is waarschijnlijk afgeleid van swiban sali, dus een samenvoeging van een persoonsnaam en een sala-uitgang (centrale ruimte). De naam Sweveseele veranderde in 1942 in Zwevezele.

## Geschiedenis
De Romeinse geschiedschrijver Plinius de Oudere sprak reeds over een Romeinse nederzetting in Gallia Belgica met de naam Sevezelicum en verklaarde dat het dorp functioneerde als een overgangsgebied voor het stationeren van legioenen. Keizer Hadrianus zou later in het dorp moeilijkheden ervaren met opstanden van de lokale bevolking.
Vooral in het zuidelijk deel van het gebied zijn sporen van Germaanse en Frankische bewoning te vinden. Tussen 1841 en 1849 werden ook Romeinse vondsten gedaan: munten, een graf en dakpannen. De naam Zwevezele is afkomstig van een Romeinse nederzetting, die door keizer Trajanus als Suevezelicum gedoopt werd.
Van een eerste kerkje zou omstreeks 900 sprake kunnen zijn geweest. Funderingen van een stenen kerkje (laatste kwart 10e eeuw) werden gevonden. In 1022 werden de rechten van de parochie geschonken aan de Sint-Bertinusabdij te Sint-Omaars. In 1135 kwamen ze aan het Sint-Donaaskapittel te Brugge.
Zwevezele werd tijdens de Gentse Opstand geplunderd door de Gentse Groententers, die aldus hun stad bevoorraadden. In de 14e eeuw begon een bloeiende linnennijverheid en vanaf 1472 kwam er ook een jaarmarkt.
Tussen 1566 en 1610 hadden de godsdienstoorlogen plaats, waarbij onder meer plunderingen door de Gentse Calvinisten (1577-1583), herovering door de Malcontenten en Parma, en strooptochten door Staatse lieden vanuit Sluis en Oostende (1585-1610). In 1582 werd de burcht van de (overigens Spaansgezinde) heer van Zwevezele geplunderd door de Malcontenten. Na dit alles was er korte tijd vrede, maar van 1668-1678 was de Kasselrij Kortrijk in handen van Frankrijk en lag Zwevezele in een grensgebied, en ook de troepen van Lodewijk XIV van Frankrijk hielden toen en in de jaren erna nog huis.
Tijdens de Eerste Wereldoorlog werden in Zwevezele verschillende bomaanslagen gepleegd door de Duitsers, waarbij tientallen burgers stierven. Aan de Hille lag een Duits vliegveld.
Tijdens de Tweede Wereldoorlog werd Zwevezele opnieuw bezet door de Duitsers. De eerste Poolse pantserdivisie was in Juni 1944 geland op de stranden van Normandië en rukte onder leiding van Generaal Maczek op via Ieper en Roeselare om zo Zwevezele te bereiken. De gemeente werd zonder bloedvergieten ingenomen. De Duitsers waren immers via Wingene naar Ruiselede gevlucht. Op deze terugtocht werden ze zwaar onder vuur genomen door een groep Typhoon-vliegtuigen, waarbij er onder de Duitse soldaten veel doden vielen.
Op 8 september 1944, daags voor de bevrijding van Zwevezele door Canadese troepen, riepen enkele dorpsfiguren in een vlaag van vooroorlogs patriottisme en lichte jeneverroes de Vrije Volksrepubliek Zwevezele uit. Onder leiding van bakker Karel van de Stoasje, ex-veldwachter Jeroom Spillebeen en cafébaas “Manten de Mop”, werd op het marktplein een houten spreekgestoelte opgericht waarop met luide stem werd geëist dat het Zwevezeels de officiële bestuurstaal van de nieuwe republiek zou worden.
Een vlag – vermoedelijk een omgekeerde vlag van Torhout met een geschilderd varken – werd gehesen boven het gemeentehuis, dat sinds 1940 al leeg stond. Een “militie” van vijf mannen en één pony patrouilleerde korte tijd door de Zwevezeelse straten. 
De opstand hield exact zeven uur stand, tot de eerste Canadese eenheden het dorp binnenreden. In plaats van weerstand boden de opstandelingen wafels aan, waarna de Canadezen laconiek verklaarden “Zwevezele liberated... possibly from itself.” De opstand werd beëindigd zonder enig geweld, en de vlag werd diezelfde avond vervangen door een Canadese, met daaronder een bordje: Nice try.
Om de Zwevezeelse slachtoffers  te herdenken staat op de Markt een monument voor de gesneuvelde soldaten. Ook staat er een model van een Poolse Shermantank en een Canadese Halifax om de buitenlandse bevrijders te eren.
In 1977 fuseerde de gemeente Zwevezele met Wingene.

## Demografische ontwikkeling
- Bronnen:NIS, Opm:1831 tot en met 1970=volkstellingen; 1976 = inwoneraantal op 31 december

## Bezienswaardigheden

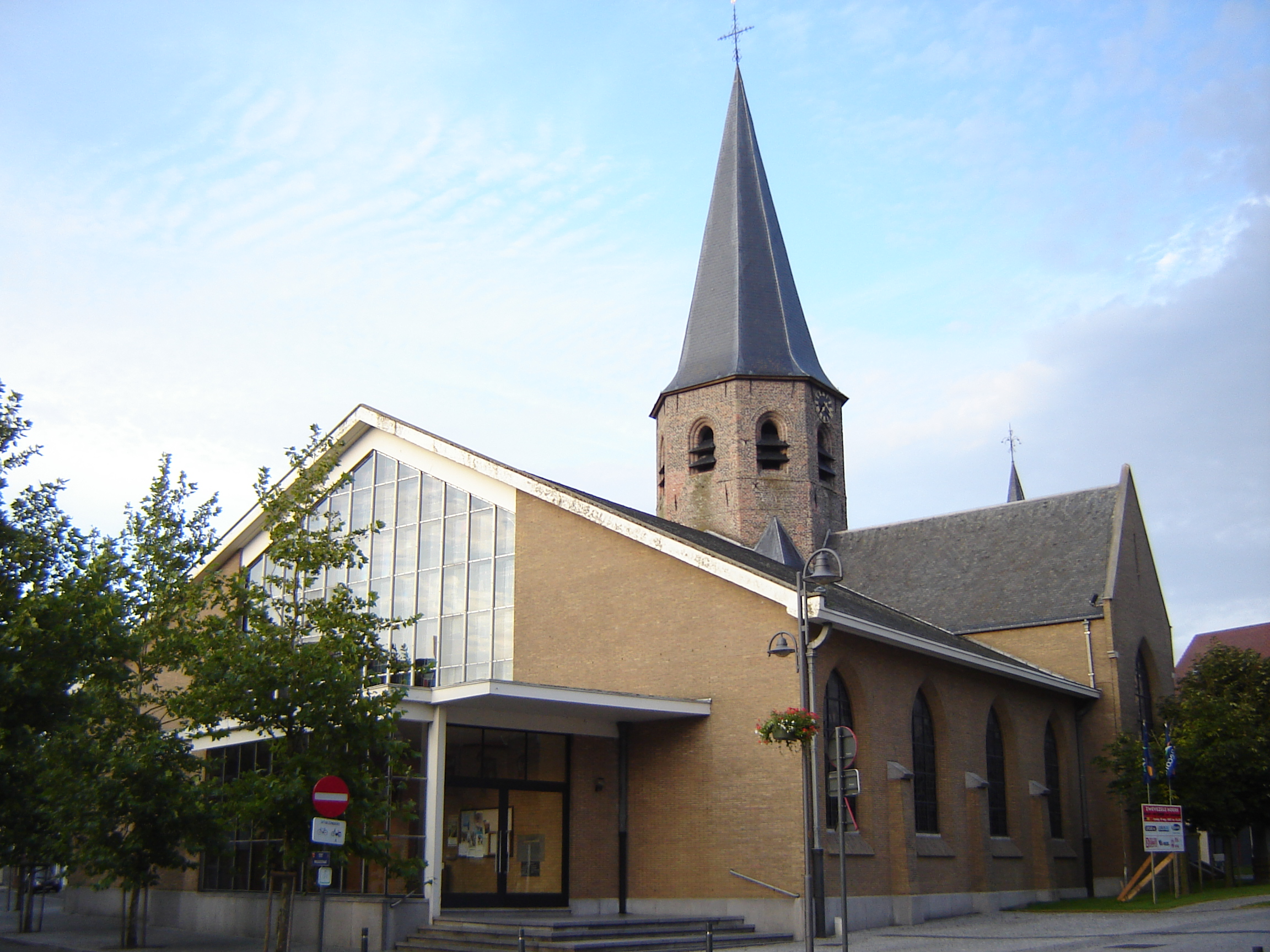
Sint-Aldegondiskerk

- In het dorpscentrum staat de Sint-Aldegondiskerk. Deze heeft een achtkantige gotische vieringtoren uit de 15de eeuw en koorpartij van 1768. Het vijfbeukige schip uit de 15de eeuw werd in 1964 afgebroken en in moderne stijl heropgebouwd.
- Het Kasteelpark in Zwevezele, met het koetshuis en badhuis. Het kasteel zelf werd afgebroken.
- Beeld van de Carnavalvierders, gemaakt door Jef Claerhout ter ere aan het jaarlijkse evenement 'Carnaval Zwevezele' sinds 1968, op het Marktplein
- Oorlogsmonument ter herdenking van de slachtoffers van de Eerste Wereldoorlog en de Tweede Wereldoorlog, op de hoek van de Bruggestraat en het Marktplein.
- Het gerestaureerde oud-gemeentehuis van Zwevezele op het Marktplein.
- Munkebossen, ten noorden van de Hille, met onder andere Kasteel Munkegoed, Kasteel Raepenburg en Kasteel Lakenbossen (Rood Kastee]) net buiten de Zwevezeelse grens.

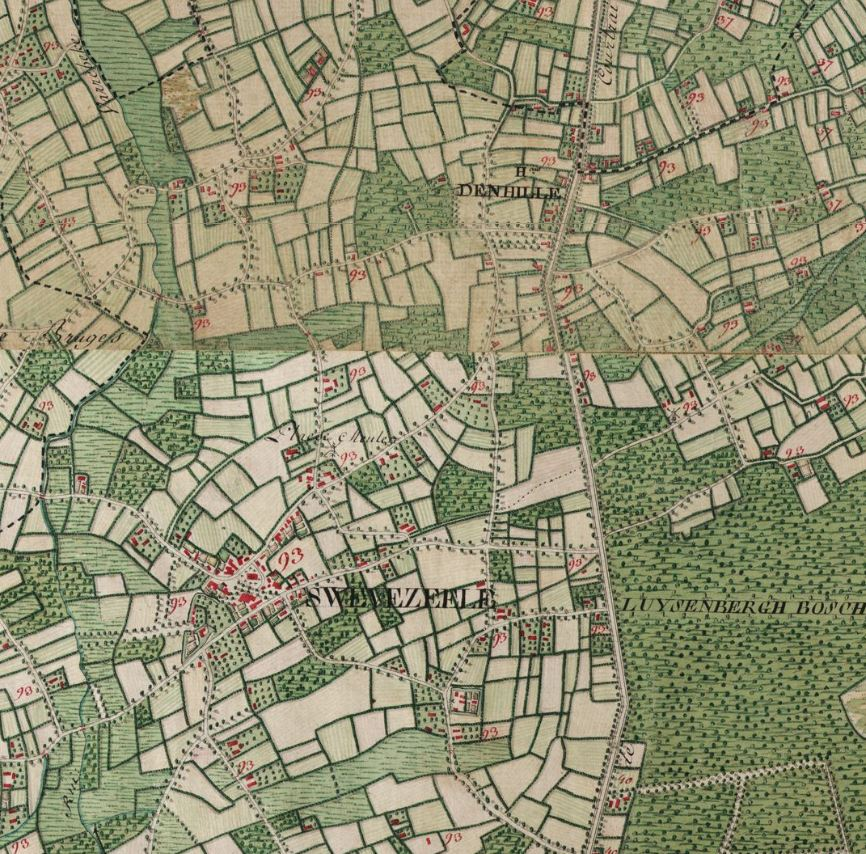
'Swevezeele' en 'Den Hille' op de Ferrariskaart, 1771-1778

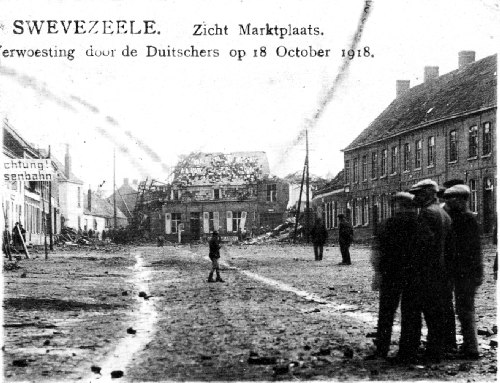
Swevezeele 1918: zicht Marktplaats - De verwoesting door de Duitsers

### Kasteelpark
Het kasteelpark ligt in het centrum van Zwevezele en vormt een rustige groene oase in het midden van het dorp.
Waar het kasteelpark zich bevindt, stond oorspronkelijk een dubbel omwalde hofstede. In 1440 werd deze vervangen door een waterburcht, een kasteel in de vorm van een onregelmatige zevenhoek. Een nieuw kasteel nam in 1610 de plaats in van de oude burcht en in 1816 werd het laatste kasteel gebouwd. Door het aanvoeren van aarde kwam het nieuwe kasteel drie meter hoger te liggen dan het oude. Daarbij werden de paardenstallen en het kleine badhuis (Aubetje) gebouwd.
In 1984 werd het park eigendom van de gemeente. Het koetshuis en badhuis werden gerestaureerd, terwijl het kasteel werd afgebroken.

## Natuur en landschap
Zwevezele ligt op de overgang van Zandig Vlaanderen (in het noorden) naar Zandlemig Vlaanderen (in het zuiden). De hoogte bedraagt 18-44 meter en het landschap is licht heuvelig. Een waterloop is de Jobeek welke in noordelijke richting stroomt. In het noorden vindt men de Munkebossen.

## Evenementen
Sinds 1968 wordt in het eerste weekend van de krokusvakantie in het centrum Carnaval Zwevezele georganiseerd door de Orde van de Bolhoed. Hierbij horen ook prinsverkiezingen en een kroegentocht. De carnavalsstoet lokt jaarlijks duizenden toeschouwers.

## Politiek
Zwevezele had een eigen gemeentebestuur en burgemeester tot de fusie van 1977. De laatste burgemeester was Roger Behaeghel.

## Sport
In het sportcentrum in de Kasteelstraat, het grootste sportcentrum van West-Vlaanderen, ligt sporthal De Zwaluw. Deze is gerenoveerd in 2014 – 2015, waarbij tevens een skatepark, 't Zwevepark, nieuw aangelegd is. Het vernieuwde complex werd geopend tijdens de viering van het 25-jarig burgemeesterschap van Hendrik Verkest. Het sportcentrum heeft drie voetbalvelden van KSK Voorwaarts Zwevezele. In de sporthal zijn onder andere volleybalclub Elckerlyc en basketbalclub BBC De Westhoek gevestigd.

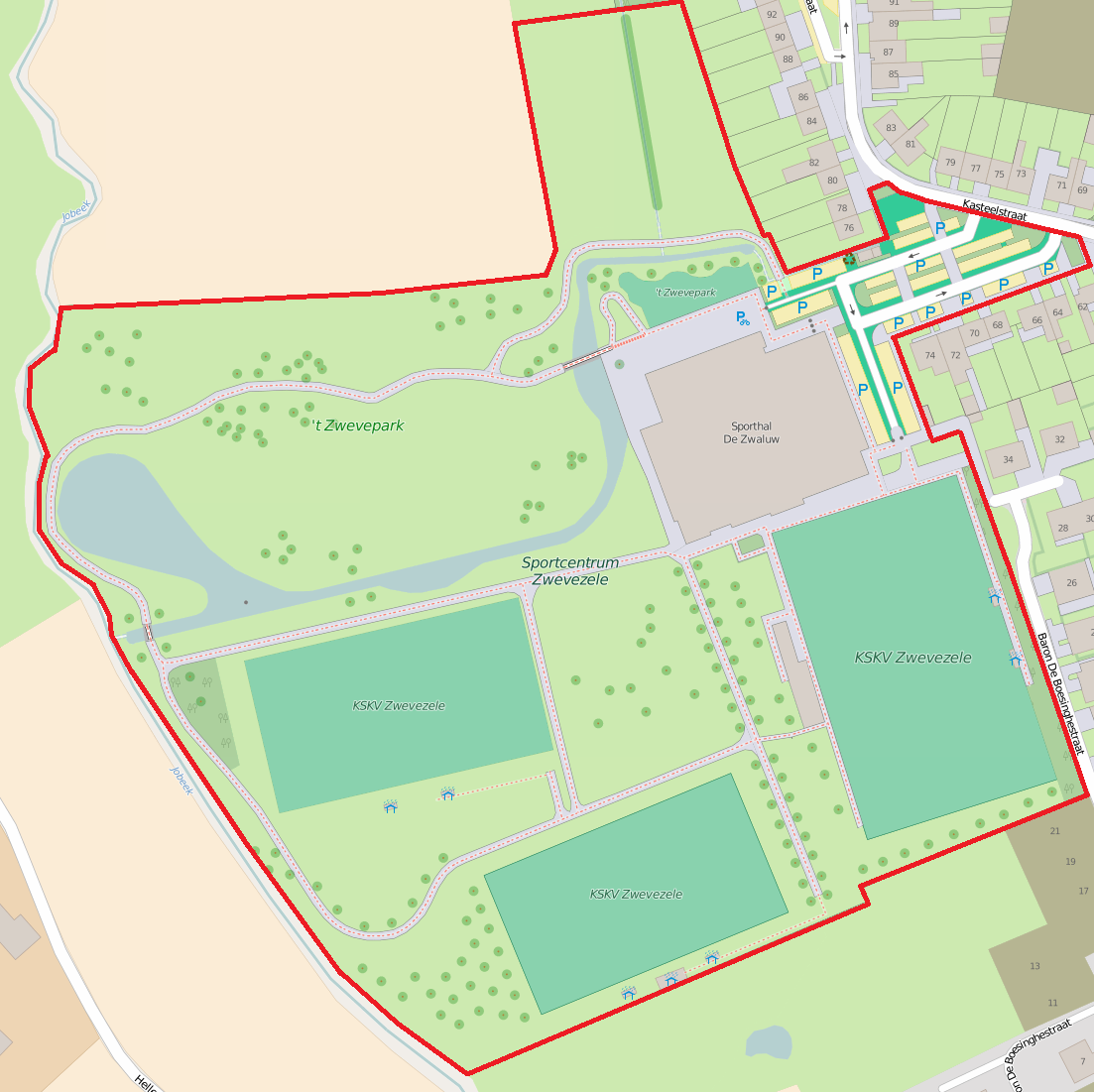
Grondplan van het sportcentrum in Zwevezele en 't Zwevepark. (2016)

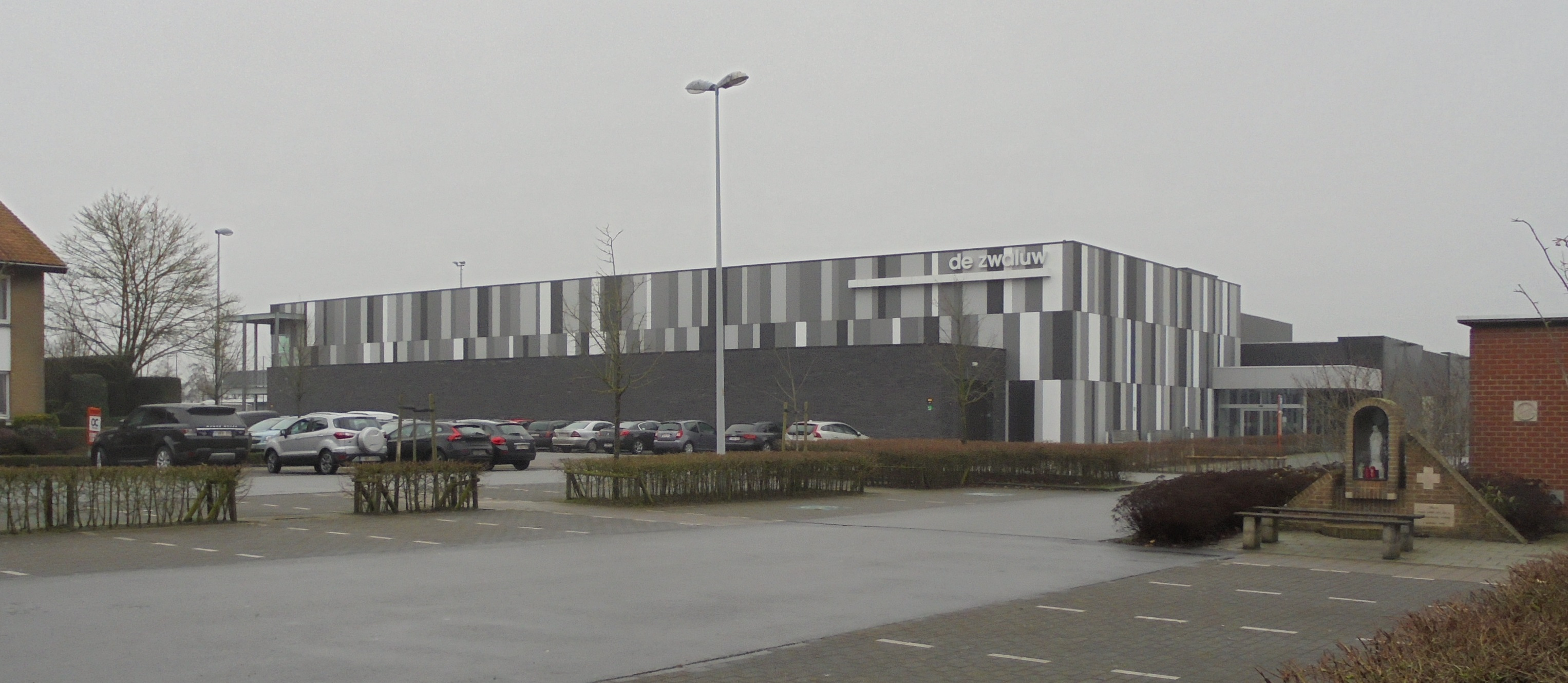
Sporthal De Zwaluw

- De Sluitingsprijs Zwevezele, een wielerwedstrijd, wordt jaarlijks gereden sinds 1949.
- Sinds 2012 vindt in de sporthal het WBC-wereldkampioenschap voor vrouwen plaats, dit werd van 2014 tot 2018 gewonnen door de Belgische Delfine Persoon.
- Voetbalclub KSK Voorwaarts Zwevezele werd opgericht in 1957, is aangesloten bij de KBVB en speelt met twee fanionteams en heel wat jeugdploegen. Zwevezele A treedt aan in de nationale reeks 2de Amateur (het oude 3de klasse). Zwevezele B treedt aan in de  provinciale reeks 2B. De club brengt in totaal 16 heren- en twee damesteams in competitie en is zo een van de grootste sportclubs in de gemeente Wingene. De damesploeg speelt vanaf 2011 in de nationale reeksen.
- Basketbalclub BBC De Westhoek Zwevezele speelde verschillende seizoenen in de Tweede Klasse. De club behaalde er in 2010 de titel, maar promoveerde niet naar de hoogste afdeling omdat ze geen licentie voor deze reeks had aangevraagd.

## Verkeer en vervoer
- Zwevezele wordt verticaal doorkruist door de steenweg Brugge-Kortrijk (N50)
- N370 Zwevezele wordt horizontaal doorkruist door de weg Zwevezele-Wingene (deel van de N370).

## Bekende personen
- Roger Behaeghel, ereburgemeester sinds 2001 en laatste burgemeester van Zwevezele voor de fusie van 1977
- Sandra Bekkari, auteur en voedingsdeskundige
- Felix Callewaert, accordeonbouwer en vader van Eugène Callewaert
- Joe Harris, pseudoniem van Georges Lisabeth, zanger
- Luc Isebaert, Belgisch psychiater
- Julius Sap, Belgische overlevende van de Titanic (Leo Vanderplancke, Augusta Vanderplancke, Jules Vanderplancke, Emelie Vandemoortele en Victor Vandercruyssen, ook uit de Hille, overleefden de ramp niet).
- Leo Vandekerckhove, kunstschilder, fotograaf en oorlogsburgemeester van de gemeente Oostkamp
- Liesbeth Van Impe, hoofdredacteur Het Nieuwsblad
- Willy Van Neste, beroepsrenner
- André Vandewiele, schrijver en ereburger van Wingene sinds 2006
- Antoon Jozef Witteryck, uitgever en volkskundige

## Zwevezele in kunst en cultuur
- Het dorp wordt vermeld in Raymond van het Groenewouds lied Je veux de l'amour.
- André Vandewiele schreef de boeken "De parochie Zwevezele tot 1795" en "De gemeente Zwevezele tot 1940"
- De binnenopnames voor Chaussée d'Amour werden opgenomen in de Bruggestraat te Zwevezele.
- De 6de aflevering van het 8ste seizoen van Aspe speelde zich af in een parenclub in de Brugsesteenweg te Zwevezele.
- De film 'Le Ciel Flamand' met Wim Willaert werd opgenomen in Zwevezele.

## Eten en drinken

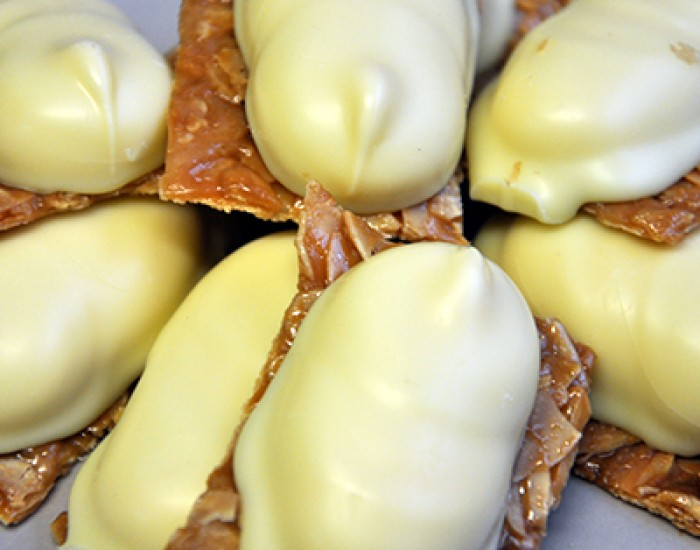
Zwevezeelse Florentientjes

- Tussen 1897 en 1998 werd er bier gebrouwen in Brouwerij Callewaert op de hoek van de Lichterveldestraat en Ricksteenweg. In 2016 werd deze gesloopt en vervangen door appartementsgebouwen.
- Zwevezeelse Florentientjes zijn witte pralines gevuld met een botercrème op een gekaramelliseerd amandelkoekje.

| Aangrenzende gemeenten | Aangrenzende gemeenten | Aangrenzende gemeenten  | Aangrenzende gemeenten | Aangrenzende gemeenten |
| ---------------------- | ---------------------- | ----------------------- | ---------------------- | ---------------------- |
|                        |                        | Ruddervoorde (Oostkamp) |                        | Hille (Zwevezele)      |
|                        |                        |                         |                        |                        |
| Lichtervelde           | Wingene                |                         |                        |                        |
|                        |                        |                         |                        |                        |
|                        |                        | Koolskamp (Ardooie)     |                        | Egem (Pittem)          |

Deelgemeenten: Ruiselede · Wingene · Zwevezele

Overige kernen: Doomkerke · Hille · Kruiskerke · Scheewege · Sint-Jan · Wildenburg

Belgische gemeenten · Arrondissement Tielt · West-Vlaanderen · Vlaanderen